# Weronika Deresz
Pour les articles homonymes, voir Deresz.
Weronika Deresz, née le 5 septembre 1985 à Varsovie, est une rameuse polonaise, en deux et quatre de couple poids légers.

## Palmarès

### Championnats du monde
- 2012 à Plovdiv, Bulgarie
  -  Médaille d'or en quatre de couple poids légers avec Magdalena Kemnitz, Jaclyn Halko et Agnieszka Renc
- 2008 à Linz, Autriche
  -  Médaille d'argent en quatre de couple poids légers avec Monika Myszk, Magdalena Kemnitz et Ilona Mokronowska

### Championnats d'Europe
- 2017 à Račice, République tchèque
  -  Médaille d'or en deux de couple poids légers avec Martyna Mikołajczak
- 2016 à Brandebourg-sur-la-Havel, Allemagne
  -  Médaille de bronze en deux de couple poids légers avec Joanna Dorociak
- 2015 à Poznań, Pologne
  -  Médaille de bronze en deux de couple poids légers avec Joanna Dorociak
- 2013 à Séville, Espagne
  -  Médaille de bronze en deux de couple poids légers avec Katarzyna Wełna
- 2008 à Athènes, Grèce
  -  Médaille d'argent en deux de couple poids légers avec Ilona Mokronowska